# 马德斯·佩德森
马德斯·佩德森（丹麥語：Mads Pedersen，1990年2月14日—），丹麥男子羽毛球運動員。

## 簡歷
2009年4月，18歲的马德斯·佩德森代表丹麥出戰在意大利米蘭舉行的歐洲青年羽毛球錦標賽，除贏得混合團體冠軍外，又與埃米尔·霍尔斯特贏得男子雙打亞軍。

## 主要比賽成績
只列出曾進入準決賽的國際賽事成績：
| 年份   | 賽事                 | 公開賽級別 | 項目     | 拍檔              | 成績   |
| ------ | -------------------- | ---------- | -------- | ----------------- | ------ |
| 2009年 | 歐洲青年羽毛球錦標賽 | 其他       | 混合團體 | －                | 冠軍   |
| 2009年 | 歐洲青年羽毛球錦標賽 | 其他       | 男子雙打 | 埃米尔·霍尔斯特   | 亞軍   |
| 2010年 | 塞浦路斯羽毛球國際賽 | 國際系列賽 | 男子雙打 | 尼克拉斯·诺尔     | 亞軍   |
| 2010年 | 塞浦路斯羽毛球國際賽 | 國際系列賽 | 混合雙打 | 路易丝·汉森       | 準決賽 |
| 2011年 | 克羅地亞羽毛球國際賽 | 國際系列賽 | 男子雙打 | 尼克拉斯·诺尔     | 亞軍   |
| 2011年 | 克羅地亞羽毛球國際賽 | 國際系列賽 | 混合雙打 | Joan Christiansen | 準決賽 |
| 2011年 | 葡萄牙羽毛球國際賽   | 國際系列賽 | 男子雙打 | 尼克拉斯·诺尔     | 冠軍   |
| 2011年 | 瑞士羽毛球國際賽     | 國際挑戰賽 | 男子雙打 | 尼克拉斯·诺尔     | 準決賽 |
| 2014年 | 克羅地亞羽毛球國際賽 | 國際系列賽 | 男子雙打 | 西奥多·约翰森     | 亞軍   |
| 2014年 | 克羅地亞羽毛球國際賽 | 國際系列賽 | 混合雙打 | 麦尔·苏罗         | 亞軍   |

| 2007-2017年 | 首要超級賽 | 超級賽 | 黃金大獎賽 | 大獎賽 | 國際挑戰賽 | 國際系列賽 | 未來系列賽 | 其他 |

| 2018-2026年 | 總決賽 | 超級1000賽 | 超級750賽 | 超級500賽 | 超級300賽 | 超級100賽 | 國際挑戰賽 | 國際系列賽 | 未來系列賽 | 其他 |